# La Prosperitat
La Prosperidad (oficialmente en catalán: La Prosperitat) es uno de los trece barrios que integran el distrito de Nou Barris de Barcelona. Tiene una superficie de 0,59 km² y una población de 26.552 habitantes (2018).

## Referencia Social
El barrio de la Prosperitat cuenta con uno de los tejidos asociativos más potentes de toda la ciudad de Barcelona. Sus límites incluyen un Casal de Barri, un Casal de jóvenes, un casal para gente de la tercera edad y diversos centros para niños como ludotecas y zonas de juegos. 
Su poder asociativo se ve reflejado en  la gran participación que jóvenes y adultos dispensan en  todas y cada una de las actividades y reivindicaciones que surgen del propio tejido social. Este hecho ayuda a dar impulso a las iniciativas que el propio barrio precisa tales como equipamientos diversos, preocupaciones por el entorno social o fiestas y eventos de toda índole.
El caso de la Prosperitat es tan particular que su modelo asociativo y organizativo es digno de estudio y de ejemplo en algunas facultades de ciencias sociales que tratan la historia de los tejidos vecinales.

## Fiestas populares
La implicación social del barrio da lugar a la celebración de diversas fiestas populares a lo largo de todo el año organizadas por las asociaciones y colectivos locales a las que acuden visitantes de toda la ciudad. Las más populares son:
- Fiesta Mayor de la Properitat. Se celebra en primavera y concentra en diez días un gran calendario de actividades para todos los públicos, incluyendo conciertos, concursos populares, comidas vecinales, pasacalles y actividades infantiles.
- Prospe Beach. Se celebra en julio, cuando la plaza central del barrio se cubre de arena para crear varias pistas de vólei playa, además de colocar refrescantes piscinas. Cuenta con la organización de un campeonato abierto de vólei único en la ciudad, acompañando el deporte con música, cine al aire libre, comidas populares y otras actividades lúdicas para toda la familia.
- San Xibeco. Se celebra en noviembre. Se consideran las fiestas de invierno del barrio y su popularidad traspasa fronteras. El protagonista es San Xibeco, santo de origen local en cuyo honor se organizan pasacalles, conciertos y todo tipo de divertidas actividades.